# 83464 Irishmccalla
83464 Irishmccalla este un asteroid din centura principală de asteroizi.

## Descriere
83464 Irishmccalla este un asteroid din centura principală de asteroizi. A fost descoperit pe 19 septembrie 2001 la Goodricke-Pigott de Roy A. Tucker. Asteroidul prezintă o orbită caracterizată de o semiaxă mare de 2,94 ua, o excentricitate de 0,16 și o înclinație de 10,8° în raport cu ecliptica.